# Bellamya capillata
Bellamya capillata е вид охлюв от семейство Viviparidae. Видът не е застрашен от изчезване.

## Разпространение и местообитание
Разпространен е в Ботсвана, Демократична република Конго, Замбия, Зимбабве, Кения, Малави, Мозамбик, Намибия, Танзания и Южна Африка.
Обитава крайбрежията на сладководни басейни и реки.